# فارس بن حاتم بن ماهویه قزوینی
فارس بن حاتم بن ماهویه قزوینی در ابتدا از وکلای هادی امام دهم شیعیان بود.
این وکلا مسئولیت امور مالی و دینی جامعه شیعه را بر عهده داشتند به ویژه اخذ مالیات‌های شرعی مانند خمس. این نمایندگان با پیروی از همان اصول سکوت سیاسی که امامان شیعه به آن پایبند بودند، نقش هدایت و سازماندهی جامعه شیعه را بر عهده گرفتند. فارس واسطه پیروان هادی در جبال بود که بخش‌های مرکزی و غربی ایران امروزی را در بر می‌گرفت.
فارس در حدود سال ۸۶۲ با نماینده دیگری به نام علی بن جعفر همانی درگیر شد و در نتیجه توسط هادی از دریافت خمس از طرف او منع شد. اما به به این کار ادامه داد بدون اینکه آنها را به هادی بفرستد. هادی فارس را در ۸۶۴ به دلیل اختلاس حقوق دینی تکفیر کرد.
بعدها که فارس به تحریک آشکار علیه هادی ادامه داد، هادی خواستار مرگ او شد.
فارس در زمان امامت حسن عسکری کشته شد.